# Olfen
Olfen is een stad en gemeente in de Duitse deelstaat Noordrijn-Westfalen, gelegen in de Kreis Coesfeld. De stad telt 13.014 inwoners (31 december 2020) op een oppervlakte van 52,43 km².

## Geografie

### Ligging
De kleine stad ligt in het westen van het Münsterland, 40 km ten zuidwesten van Münster aan de rand van het Natuurpark Hohe Mark.
De Stever stroomt langs het centrum, de Neue Fahrt van het Dortmund-Eemskanaal 2 km meer naar het oosten en de Lippe 5 km meer naar het zuiden. Deze rivier vormt ook deels de stadsgrens.

### Buurgemeenten
Vanaf het noorden in wijzerzin: Lüdinghausen, Selm, Waltrop, Datteln en Haltern am See.
Naburige steden zijn onder andere Billerbeck, Coesfeld en Dülmen.

## Stadsdelen

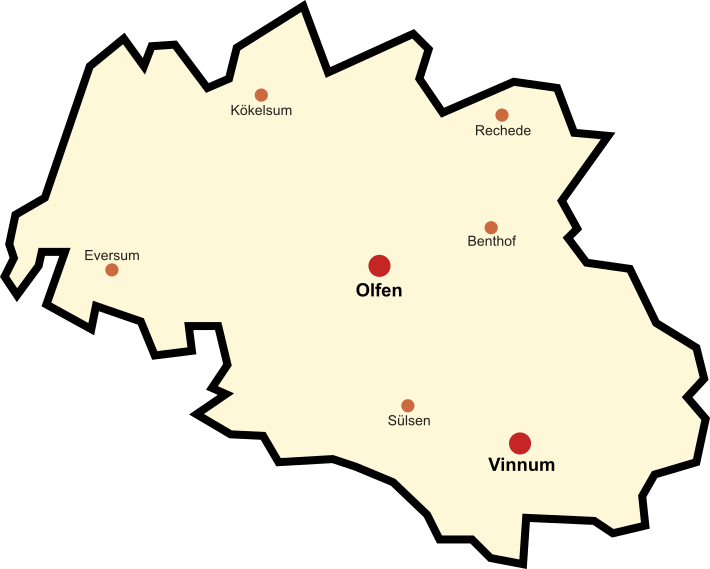
Stadsdelen (rood) en gehuchten (Bauerschaften; oranje) in de gemeente

Tot de gemeente behoort het stadje Olfen en het 5 km oostelijker gelegen dorp Vinnum. Dit dorp met iets minder dan duizend inwoners ligt idyllisch aan de Lippe, ten oosten van het Dortmund-Eemskanaal, bij kasteel Sandfort.

## Economie
Aan de zuid- en oostrand van Olfen zijn enige tamelijk uitgestrekte, moderne bedrijventerreinen ingericht. Deze liggen aan het Dortmund-Eemskanaal. Er zijn hoofdzakelijk kleine en middelgrote bedrijven gevestigd van uitsluitend regionaal belang.
De gemeente bevordert het fietstoerisme en ecotoerisme sterk. 

## Geschiedenis
In de nabijheid van het huidige Olfen zijn restanten van een Romeins legerkamp gevonden van rond het begin van de jaartelling.
In 889 stichtte een bisschop Wolfhelm het toen Ulfloa geheten dorp. Tegen 1500 was het een tamelijk welvarend vlek met marktrecht. In de 350 jaar daarna daalde de bevolking. Ten gevolge van oorlogen, branden, besmettelijke ziekten en andere rampen (nog in 1857 werd de plaats geheel door brand verwoest) werd economische groei steeds opnieuw in de kiem gesmoord. Olfen is stad sedert 1600.

## Bezienswaardigheden

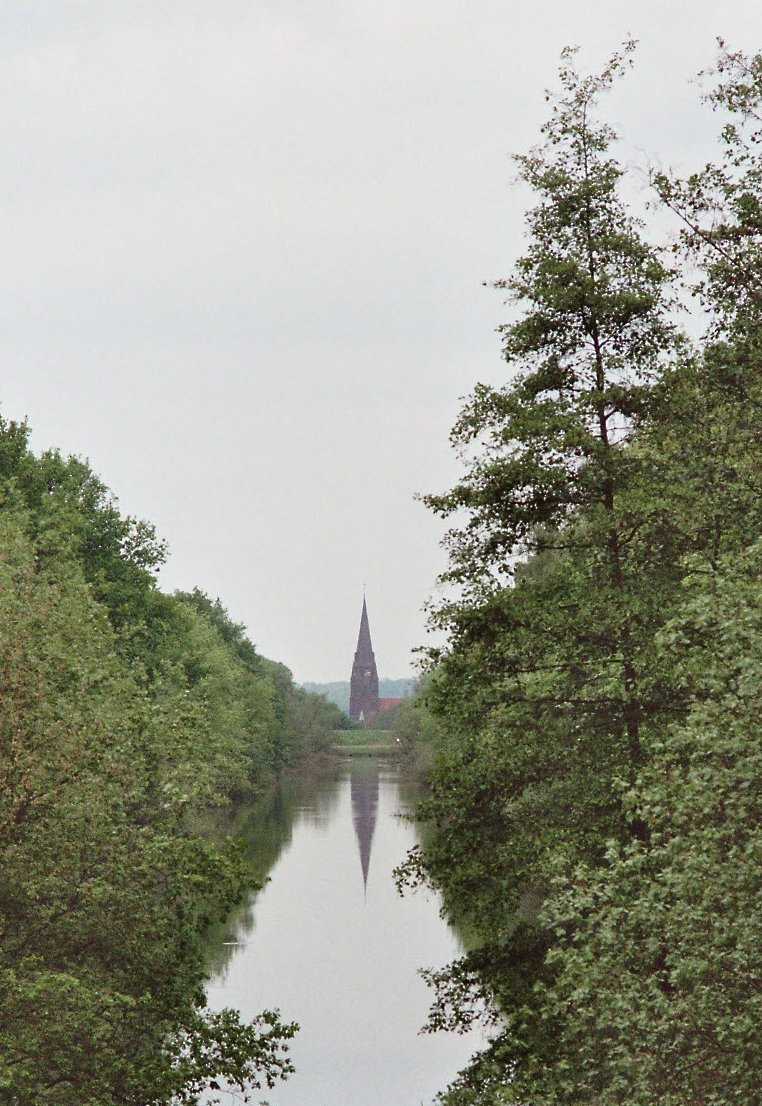
Zicht over de Alte Fahrt naar de kerk van Olfen

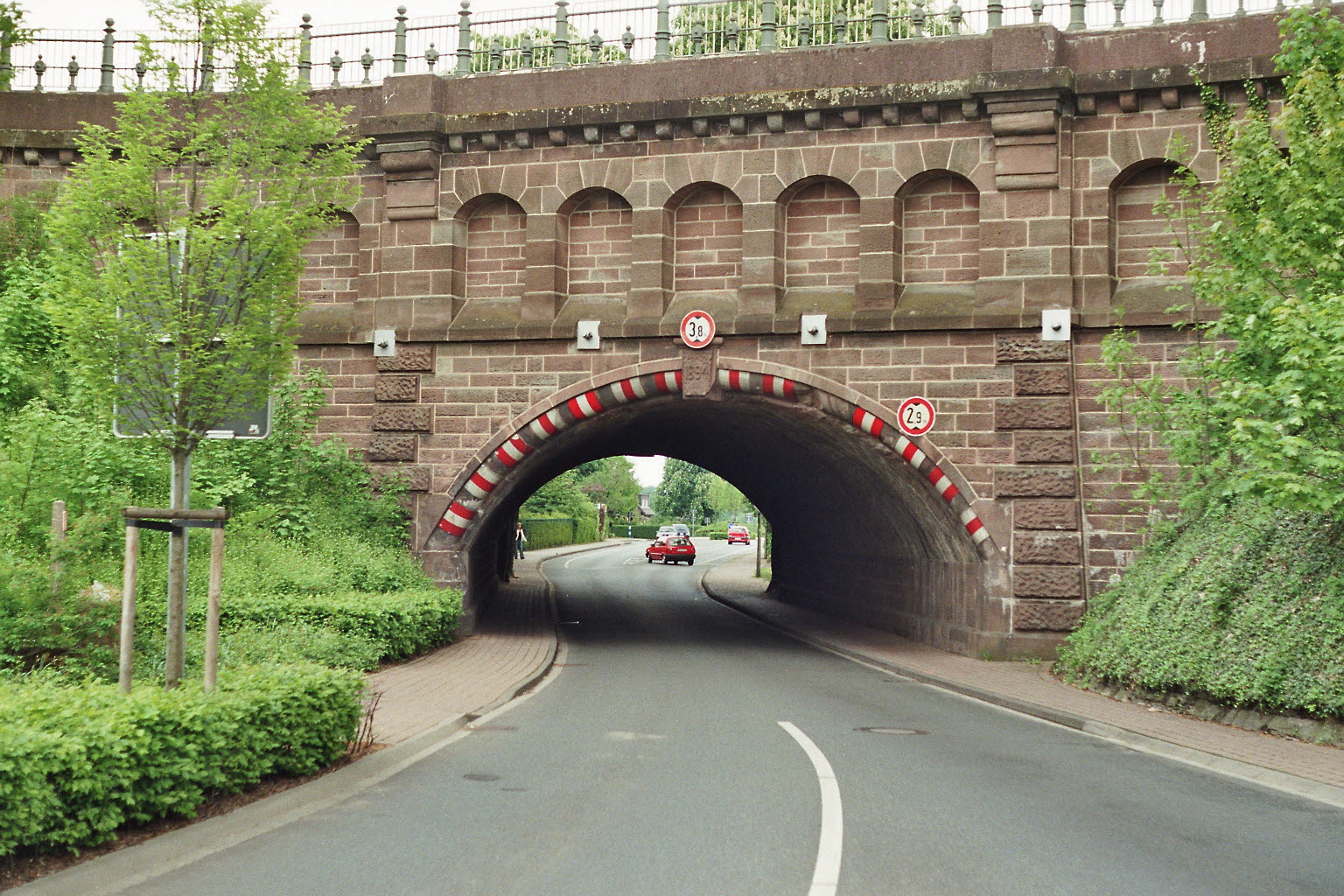
Kanaalbrug van de "Alte Fahrt" in Olfen

- Gut Eversum: een dierentuin annex familiepretpark
- De Steverauen: ooibossen langs de zuidoever van de Stever. Door de stad zijn meerdere aaneengesloten terreinen aangekocht, waardoor over meerdere kilometers het natuurlijke ecosysteem wordt hersteld. Ter plaatse is een bezoekerscentrum aanwezig. Van hieruit zijn enige wandel- en fietsroutes uitgezet.
- Schloss Sandfort: kasteel uit de 16e eeuw, in privébezit, niet te bezichtigen.
- Kitt-fontein, bij de kerk. Deze fontein verwijst naar de carnavalstraditie en heeft als bijzonderheid dat er een biervat op aangesloten kan worden. Bij speciale gelegenheden kan zij dus als bierfontein dienstdoen.
- Alte Fahrt van het Dortmund-Eemskanaal. In strenge winters, als het water dichtvriest, populair bij de lokale liefhebbers van de schaatssport. Resten van het oude tracé van dit kanaal:
  - Deels bestaat nog enkel één oeverdijk als wandel- of fietsweg met -door de hoogte- goede uitzichten over stad en oeverlanden.
  - De Kanaalbrug Alte Fahrt over de Lippe
  - De Schiefe Brücke over de Oststrasse
  - De Kanaalbrug over de Stever
- De Sint-Vituskerk uit 1888. De kenmerkende robuuste toren is van ver zichtbaar.
- Standbeeld van bisschop Wolfhelm op het kerkplein
- Het Gelbe Haus (gele huis) op het Marktplein, met onder andere enige afdelingen van het gemeentebestuur en de toeristische dienst.
- Romeinse opgravingen, pas in 2010 ontdekt. Er zijn na afsluiting van de opgravingen in 2011 geen toeristische voorzieningen bij de site gecreëerd. Ook de gevonden munten en andere Romeinse voorwerpen zijn niet in museum- of andere voor het publiek toegankelijke collecties opgenomen. Voor nadere informatie is men aangewezen op verslagen van de opgravingen, en filmpjes als:  YouTube-filmpje, 5 minuten, over de opgraving (2011)

## Verkeer
- de B 236 en de B 474 sluiten hier aan op de B 235
- het Dortmund-Eemskanaal
- de fietsroutes "100-Schlösser-route" (100-kastelen-route) en de "Römerroute" (Romeinse route).
- geen spoorwegen. De dichtstbijzijnde stations zijn Lüdinghausen en Selm op de lijn Dortmund-Enschede (RB51).